# Need for Speed World
Need for Speed World (с англ. — «Жажда скорости: Мир»), ранее известная под названием Need for Speed World Online — многопользовательская компьютерная игра серии Need for Speed, изданная компанией Electronic Arts в 2010 году для платформы Windows. Разработка велась студиями EA Black Box и EA Singapore, позднее разработка и поддержка перешла к Easy Studios и QuickLime (позднее эти студии были расформированы и осталась лишь группа, которая поддерживала игру и серверы). Need for Speed: World переведена на несколько языков, включая русский. Композитор — Мик Гордон.
Игроки из разных стран мира могут оценить динамику нелегальных уличных гонок в захватывающих сетевых заездах в стиле Need for Speed. Специальная «валюта» SpeedBoost, приобрести которую можно во внутриигровом магазине, позволяет использовать дополнительные игровые объекты, такие как Booster Packs, Power-ups и XP Accelerators, а также экзотические гоночные машины. Для оплаты покупки могут быть использованы различные платежные системы, включая кредитные карты и SMS.
Need for Speed: World, наряду с другими бесплатными играми EA Battlefield Heroes, Battlefield Play4Free и FIFA World, была отключена от сети 14 июля 2015 года. Однако усилия фанатов по сохранению возродили игру как неофициальное бесплатное программное обеспечение. Первые известные фанатские серверы были подключены к сети в 2017 году.

## Игровой процесс
Игра вышла в бизнес-модели Free-to-play. В качестве платного контента игрок мог приобретать игровую валюту SpeedBoost, за которую можно было купить новые автомобили и улучшения. В сетевых сражениях и полицейских погонях игроки могли соревноваться со своими друзьями или другими гонщиками. Специальная «валюта» SpeedBoost, приобрести которую можно во внутриигровом магазине, позволяла использовать дополнительные игровые объекты, такие как Booster Packs, Power-ups и XP Accelerators, а также экзотические гоночные машины. Для оплаты покупки могли быть использованы различные платёжные системы, включая кредитные карты, интернет кошельки и SMS.
Локация игры являет собой открытый игровой мир, образованный из нескольких городов — из Most Wanted и Carbon. Была реализована динамическая смена времени суток. Кроме того, разработчики изменяли локации в связи с временами года — осенью, к Хэллоуину, в городе появлялись тыквы, зимой, к Новому году, одна из территорий покрывалась снегом, превращаясь в праздничную зону.
Перемещаясь по локации, игрок мог присоединиться к гонкам с участием до 8 игроков, создавать приватные (то есть, только со своими «друзьями» или приглашёнными гонщиками) заезды, участвовать в гонках с искусственным интеллектом, соревноваться с полицией (искусственный интеллект) как самостоятельно, так и с другими гонщиками. Количество игроков на карте, которых мог видеть игрок, были ограничены до 15. Реализованы следующие типы гонок: спринт (sprint), кольцо (circuit), командная погоня (team escape), место встречи (фоторежим), поиск клада (treasure hunt), погоня (pursuit) и прямая (drag).
Первоначально игрок в бесплатной версии игры мог пройти её только до десятого уровня, однако, чтобы дальше повышать свой уровень, ему было необходимо приобрести Starter Pack, стоимость которого составляла 20 долларов. Это ограничение было снято 9 сентября, а владельцы Starter Pack получили в качестве возмещения затрат 8000 SpeedBoost и 3 семидневных ваучера на автомобили BMW M3 GTR, Lamborghini Gallardo LP560-4 и Audi R8 4.2 FSI quattro.

## Разработка
Впервые игра была объявлена бесплатной. В октябре 2009 года World был открыт для публичного бета-тестирования только для жителей Тайваня. Всего было проведено семь закрытых бета-сессий. За исключением первого, все они были доступны жителям всего мира, которые зарегистрировались, соответствовали критериям приема и были приняты.
Основная часть карты игры была завершена 26 октября 2010 года, когда на карту были добавлены последние три области (Даунтаун Рокпорт, Кемптон, Фортуна) и мост Тернпайк.
Со временем приоритет разработки игры перешел к увеличению доходов, поэтому такие планы, как добавление каньонов Карбона на карту, завершение области последней ссылки и добавление карты Need for Speed: Undercover в игру, были отброшены. В конце концов, большая часть разработки была сосредоточена на добавлении в игру большего количества автомобилей, поскольку автомобили помогли увеличить доход, и игра превратилась в игру «плати, чтобы выиграть», поскольку лучшие автомобили можно было купить только за реальные деньги.
Команда EA Canada World, позже названная Quicklime Games, которая отвечала за разработку, обслуживание и обновления игр, была закрыта 25 апреля 2013 года.
10 сентября 2013 года менеджер сообщества объявил, что Easy Studios (разработчики Battlefield Play4Free) взяли на себя то, что осталось от команды Quicklime Game.

## Оценки и мнения
| Сводный рейтинг       | Сводный рейтинг |
| Агрегатор             | Оценка          |
| --------------------- | --------------- |
| GameRankings          | 63,83 %         |
| Metacritic            | 62/100          |
| Иноязычные издания    |                 |
| Издание               | Оценка          |
| Eurogamer             | 6/10            |
| GamesRadar+           | 6/10            |
| GameTrailers          | 5,6/10          |
| IGN                   | 6/10            |
| PC Gamer (UK)         | 69/100          |
| Русскоязычные издания |                 |
| Издание               | Оценка          |
| 3DNews                | 6/10            |
| «PC Игры»             | 6,5/10          |
| PlayGround.ru         | 4,8/10          |
| «Домашний ПК»         | [ 18 ]          |
| «Игромания»           | 6/10            |

Игра получила неоднозначные отзывы критиков. На сайтах Metacritic и GameRankings проект получил среднюю оценку в 62/100 и 63,83 % соответственно. В 2011 году количество пользователей игры достигло 10 миллионов человек, что сделало Need for Speed World одной из самых популярных в жанре MMOG (Racing Game).
Самая высокая оценка игры была получена от GamingXP, который прокомментировал: «Игра похожа на комбинацию предыдущих игр Need for Speed, за исключением того, что одиночная игра была отключена. Добавьте некоторые элементы ролевой игры, и вы получите гоночную MMO». PC Format дали несколько посредственный обзор в своем выпуске за октябрь 2010 года, заключив, что игра «похожа на упущенную возможность». В ноябре 2012 года число зарегистрированных пользователей World превысило двадцать миллионов человек.

## Закрытие
15 апреля 2015 года EA объявила, что 14 июля 2015 года они закроют Need for Speed: World и отключат сервисы для игры, поскольку издатель считает, что «игра больше не соответствует высоким стандартам, установленным франшизы Need for Speed». Возможность приобрести SpeedBoost и создавать новые учетные записи была отключена с момента объявления.

## Возрождение
Усилия фанатов по сохранению, направленные на реинжиниринг и создание игровой версии игры, привели к созданию сети частных серверов под названием «Soapbox Race World» в 2017 году.